# 서강석
서강석(徐康錫, 1957년 6월 25일~)은 대한민국의 정치인이다. 제14대 서울특별시 송파구청장(2022~, 민선 8기)이다.

## 학력
- 용두국민학교 졸업
- 대광중학교 졸업
- 대광고등학교 졸업
- 서울시립대학교 행정학 학사
- 1983~1987년 서울대학교 행정대학원 행정학 석사
- 1991년 펜실베이니아 주립대학교 대학원 행정학 석사
- 2013~2017년 서울시립대학교 대학원 행정학과 박사

## 경력
- 1981년: 제25회 행정고시 합격
- 서울특별시청 민원행정계장
- 서울특별시청 기획조정계장
- 서울특별시청 전산통계담당관
- 대통령비서실 행정관
- 서울특별시청 세무운영과장
- 서울특별시청 세무행정과장
- 서울특별시청 뉴욕 주재관
- 서울특별시청 주택과 과장
- 서울특별시청 행정과 과장
- 2005년 2월~2006년 7월: 이명박 서울특별시장 비서실장
- 2006년 7월: 서울특별시 성동구 부구청장
- 2009년 7월~2010년 12월: 서울특별시 인재개발원장
- 2011년 1월: 서울특별시청 재무국장
- 서울특별시 농수산식품공사 경영본부장
- 경복대학교 초빙교수
- 서울시립대학교 출강교수
- 국민의힘 중앙위원회 지도위원
- 2021년 3월~2021년 4월: 2021년 재보궐선거 국민의힘 오세훈 서울특별시장 후보 총괄선거대책본부 특보
- 2022년 2월~2022년 3월: 제20대 대통령 선거 국민의힘 윤석열 대통령 후보 선거대책본부 미래희망특위 송파조직위원장
- 2022년 2월~2022년 3월: 제20대 대통령 선거 국민의힘 윤석열 대통령 후보 선거대책본부 조직본부 미래정치연합본부 서울본부 본부장
- 2022년 7월~: 제14대 서울특별시 송파구청장(민선 8기, 국민의힘, 초선)

## 역대 선거 결과
| 실시년도 | 선거      | 대수 | 직책   | 선거구      | 정당     | 득표수    | 득표율          | 순위 | 당락 | 비고           |
| -------- | --------- | ---- | ------ | ----------- | -------- | --------- | --------------- | ---- | ---- | -------------- |
| 2022년   | 지방 선거 | 14대 | 구청장 | 서울 송파구 | 국민의힘 | 180,953표 | \| \| 58.28% \| | 1위  |      | 초선, 민선 8기 |
|          | 58.28%    |      |        |             |          |           |                 |      |      |                |